# Judith Sevinç Basad

Judith Sevinç Basad (2023)

Judith Sevinç Basad (* 1986 in Oberfranken) ist eine deutsche Journalistin und Autorin.

## Leben
Judith Sevinç Basad wuchs in einer oberfränkischen Kleinstadt als Tochter einer Deutschen und eines türkischen Arbeitsmigranten auf.
Sie studierte in Stuttgart und Berlin Philosophie, Germanistik, Neuere Deutsche Literaturwissenschaft und Politikwissenschaften und schloss mit dem akademischen Grad Master of Arts ab. 2018 arbeitete sie für die Berliner Ibn-Rushd-Goethe-Moschee und absolvierte 2019 beim Feuilleton der NZZ ein Volontariat. Nach ihrer Ausbildung arbeitete sie kurzzeitig bei Bild und wechselte dann 2023 zum umstrittenen Format Nius von Julian Reichelt.
Basad recherchierte für ihren Beitrag „Queere Salafistinnen“ im von Vojin Saša Vukadinović herausgegebenen Band „Freiheit ist keine Metapher: Antisemitismus, Migration, Rassismus, Religionskritik“ (Querverlag 2016) teilweise würden preisgekrönte Dissertationen der deutschsprachigen Gender Studies, die weibliche Genitalverstümmelung und islamistische Selbstmordattentate relativieren oder gar verteidigen.
Basad lebt in Berlin.

## Journalistische Tätigkeiten
Basad veröffentlichte als freie Autorin u. a. in der Welt, der FAZ, der NZZ, bei Cicero und bei den Salonkolumnisten.
Mitte 2021 wurde sie Redakteurin bei Bild und war dort insbesondere als Kolumnistin tätig, wobei auch dort die Kritik an Identitätspolitik ihr Schwerpunkt war. Nachdem im Juni 2022 in einem Gastbeitrag anderer Autoren in der Welt ein „Indoktrinieren“ von Kindern mit der „Transgender-Ideologie“ durch die Sendung mit der Maus und andere öffentlich-rechtliche Fernseh-Formate beklagt worden war und Springer-Vorstandschef Mathias Döpfner daraufhin den Beitrag gegenüber den Konzernmitarbeitern offen als „unterirdisch“ und „wissenschaftlich bestenfalls grob einseitig“ bezeichnet hatte, kündigte Basad bei Bild und warf Döpfner in einem offenen Brief vor, er sei „vor der unerträglichen Tyrannei der woken Aktivisten eingeknickt“. Sowohl Chefredakteur Johannes Boie als auch der Online-Chef Timo Lokoschat widersprachen öffentlich Basads Vorwurf, dass ein Artikel von ihr aus ideologischen Gründen verhindert worden sei, verwiesen auf journalistische Standards, die nicht eingehalten worden seien. Joachim Huber, Medienredakteur des Tagesspiegels, stellt sich unmittelbar nach Basads Bild-Kündigung Mitte Juni 2022 bereits die Frage, ob Basads offener Brief nicht eigentlich ein Bewerbungsschreiben an Julian Reichelt gewesen sei, der damals gerade seinen YouTube-Kanal „Achtung, Reichelt!“ aufbaute. Seit August 2022 ist Basad dort tätig. Markus Linden nannte Basads dortiges Wirken als Beispiel für den von Reichelt geübten „radikalen Krawall-Journalismus“. Während der jedoch „kalkuliertes Empörungsgehabe“ betreibe, schieße Basad übers Ziel hinaus und die Übertreibung sei bei ihr zum Selbstzweck geworden. Stefan Niggemeier warf ihr Lügen und das Erfinden von Aussagen politischer Gegner vor.
Nachdem Basad in Reichelts Blog pleiteticker.de eine transgeschlechtliche Frau als „Mann“ bezeichnet hatte, untersagte im März 2023 das Landgericht Frankfurt am Main ihr und Reichelt diese Aussage per einstweiliger Verfügung. Der Anwalt der Betroffenen sah in der Entscheidung „eine Signalwirkung“ gegen das Misgendern als schwerwiegenden Eingriff in das allgemeine Persönlichkeitsrecht. Reichelt bezeichnete sie hingegen als „historischen Irrsinn“. Ein Widerspruch gegen die Verfügung wurde im Juli 2023 abgewiesen. Das Urteil ist noch nicht rechtskräftig.
Seit Juli 2023 schreibt sie für Reichelts Medienportal Nius.

## Werk

### Schäm dich! (2021)
2021 erschien im Westend Verlag die Streitschrift Schäm dich! Wie Ideologinnen und Ideologen bestimmen, was gut und böse ist, in der Basad sogenannte Wokeness und Identitätspolitik kritisiert. Jörg Thomann warf ihr in der FAZ vor, in ihrem Buch die Wirklichkeit dabei der eigenen Agenda anzupassen und übers Ziel hinaus zu schießen, da die Vorsicht gegenüber einem überzogenen identitätspolitischen Aktivismus ohnehin längst im Mainstream angekommen sei. Basad blase das Problem sogar mitunter unverhältnismäßig auf, wenn sie zum Beispiel harmlose ZDF-Beiträge kritisiere. Für Simone Schmollack von der taz war Basads „Abrechnung mit einer linksliberalen Identitätspolitik“ weder „in jedem Fall tiefgründig“ noch erschließe sie neue Denkräume, auch wenn viele der von Basad monierten Defizite besagter Identitätspolitik durchaus von anderen kritisiert würden. Im Freitag warf Daniel Bax der Autorin eine Doppelmoral vor. Ihre Kritik an der linken Identitätspolitik habe zwar einen wahren Kern, doch vertrete Basad selbst eine „rechte Variante eines autoritären und identitären Denkens“, indem sie den Status quo und die „deutsche Tradition und Kultur“ gegen jegliche Veränderung verteidige. Mit der von ihr angenommenen Bedrohung durch einen „Kulturmarxismus“ sei sie darüber hinaus „verdammt nahe dran an ultrarechtem Verschwörungsdenken“. Robert Pfaller bezeichnet das Buch als kenntnisreiche Darstellung und dessen Kritik als gut begründet.

## Veröffentlichungen
- Queere Salafistinnen „Rassismussensible“ Apologetinnen des Radikal-Islam. In: Vojin Saša Vukadinović (Herausgeber) Freiheit ist keine Metapher. Antisemitismus, Migration, Rassismus, Religionskritik. Querverlag, Berlin 2018, ISBN 978-3-89656-269-2, S. 256–272.
- Schäm dich! Wie Ideologinnen und Ideologen bestimmen, was gut und böse ist. Westend, 2021, ISBN 978-3-86489-212-7